# ダーク・ラブ 〜Rape〜
『ダーク・ラブ 〜Rape〜』（ダーク・ラブ レイプ）は2008年3月1日公開の日本映画。配給はケイ・エム・プロデュース。上映時間は73分。R-18指定作品。

## 概要
坂辺周一のコミックを映画化したエロティック・サイコサスペンス。親切な不動産業者が実は連続レイプ犯だったという、日常に潜む恐怖を描き出した問題作。ダンカンの怪演が光る。

## スタッフ
- 監督：松村克弥
- 原作：坂辺周一（「レイプ」芳文社刊）
- 脚本：伍藤斗吾、松村克弥
- 助監督：中村章
- 撮影：芦澤明子
  - B班撮影：中尾正人
- 照明：安部力
- 美術：鈴木智尋
- 音楽：竹松秀人
- スタイリスト：立山功
- ヘアメイク：富田貴代
- 録音：相田義敦
- 特殊メイク：梅沢壮一
- 操演：小林正人
- スチール：中居挙子
- VFX：studio PSY-crops（志岐善啓）
- 音響効果：高山英丈
- ポストプロダクション：峰尾研究所
- プロデューサー：向山時政、本木晶二、寺西正己
- エグゼクティブ・プロデューサー：幕内和博
- ラインプロデューサー：浅木大
- 制作担当：赤間俊秀
- 制作協力：シネカノンパブリッシャーズ
- 製作：ケイ・エム・プロデュース

## キャスト
- ダンカン
- 手島優
- 三浦敦子
- けーすけ
- 立川志らく
- 石井光三
- 華沢レモン、もりかわゆい、粟島瑞丸、西田英智、糸矢めい、相崎琴音、小野叶聖、浅尾リカ
- 早坂ひとみ
- 荒井志郎、星野美穂、池田真弓、サーモン鮭山、青木郁実、浜川ひとみ、窪田将治、茅ヶ崎ジャバ、河本隆、桑原充人、伊木壮一、小井土涼子、藤原千夏、藤原望未、藤原聖士、今井夢子、新井みずか、森川琉衣、野中篤、志賀正人
- 榊英雄
- 利重剛
- 菅田俊